# Theridion ambiguum
Theridion ambiguum är en spindelart som beskrevs av Hercule Nicolet 1849. Theridion ambiguum ingår i släktet Theridion och familjen klotspindlar. Inga underarter finns listade i Catalogue of Life.